# Idaea elegantaria
Idaea elegantaria är en fjärilsart som beskrevs av Herrich-Schäffer 1854. Idaea elegantaria ingår i släktet Idaea och familjen mätare. Inga underarter finns listade i Catalogue of Life.